# GW190412
GW190412, initialement S190412m, est le nom du signal attribué à une observation directe d’ondes gravitationnelles annoncée le 17 avril 2020. La détection a été faite le 12 avril 2019 à 5 h 30 min 44 s UTC sur les deux sites américains jumeaux LIGO construits en Louisiane et dans l’État de Washington et par l'observatoire européen Virgo localisé près de Pise.
Le signal est issu de la fusion d'un trou noir binaire. Les deux trous noirs de masses respectives d'environ 30 et 
8 masses solaires ont fusionné en un trou noir d'environ 37 masses solaires. L'événement constitue la première fusion de trous noirs de masses asymétriques observée.